# Ingram de Umfraville
Sir Ingram de Umfraville, anche Ingrham o Enguerrand (1245 circa – prob. Tours-en-Vimeu, 1321 circa), è stato un nobile, politico e diplomatico scozzese, Guardiano di Scozia tra il 1300 e il 1301.
Uno dei nobili scozzesi più importanti tra la fine del XIII e l'inizio del XIV secolo, era imparentato sia col clan Balliol che col clan Bruce, anche se il grado rimane incerto. Durante la prima guerra d'indipendenza scozzese cambiò più volte schieramento, parteggiando ora per gli scozzesi di re Giovanni (di cui era parente) ora per gli inglesi di Edoardo I d'Inghilterra. Dopo la sconfitta e la deposizione di Giovanni divenne uno dei Guardiani di Scozia, reggendo il regno di Scozia tra il 1300 e il 1301, quando si dimise in seguito ad importanti sconfitte militari.
Inizialmente non appoggiò la ribellione di Robert Bruce, schierandosi con Edoardo II d'Inghilterra ma venendo sconfitto dai Bruce alla battaglia del fiume Dee del 1308. Alla battaglia di Bannockburn del 1314 previde le difficoltà inglesi e sconsigliò Edoardo dal combattere, ma non fu ascoltato. Catturato dagli scozzesi, cambiò ancora schieramento e nel 1320 fu tra i firmatari della Dichiarazione di Arbroath, documento fondante dell'indipendenza della Scozia. Poco dopo tuttavia l'esecuzione del suo cavaliere David di Brechin in seguito a un fallito complotto contro il re lo fece di nuovo scontrare con Robert Bruce, e scelse infine l'esilio volontario trasferendosi nei propri feudi nel regno di Francia, dove presumibilmente morì all'inizio degli anni 1320.
Per il suo ruolo nella politica scozzese del tempo, Umfraville divenne uno dei personaggi principali del poema epico-cavalleresco The Bruce, composto da John Barbour alla fine del XIV secolo. I molti dettagli su Umfraville presenti nel poema lascerebbero supporre l'esistenza di una letteratura medievale scozzese a lui favorevole (se non proprio da lui avallata), poi andata perduta.

## Biografia

### Origini

#### Infanzia e primi anni
Ingram de Umfraville nacque all'incirca nel 1245, figlio dei nobili Robert de Umfraville ed Eva Balliol. I legami esatti che lo legavano al clan Balliol sono tuttavia ignoti, a causa della forte ripetitività dei nomi all'interno della famiglia, e per questo la cosa ha creato notevole confusione nel ricostruire la sua genealogia. È citato tra gli eredi di un tale sir Enguerrand de Balliol, suo nonno e ancora vivo durante il regno di Alessandro II di Scozia (1216-1249), il cui grado di parentela col resto della famiglia non è certo. Anche degli avi paterni non si ha la totale certezza: è probabile che si trattassero degli stessi Umfraville dei conti di Angus, e che quindi Ingram fosse cugino di Gilbert de Umfraville, conte di Angus, ma gli storici non ne hanno l'assoluta certezza.

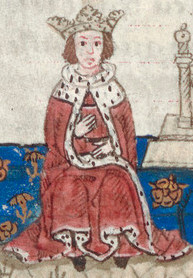
Miniatura di Alessandro III di Scozia, sovrano durante il cui regno Ingram de Umfraville cominciò la sua ascesa al potere

La famiglia possedeva alcune proprietà in Francia, segnatamente la signoria di Tours-en-Vimeu in Piccardia, per questo spesso il suo nome era reso nella forma francese Enguerrand, mentre Ingram era una forma più affine alla pronuncia anglo-scozzese. Dei genitori si sa poco o nulla: il padre, un piccolo signorotto, morì all'incirca a metà degli anni 1250, e la madre si risposò prima nel 1258 circa con Nicholas de Bolteby, e poi nel 1274 con William Percy, appartenente alla potente famiglia inglese dei Percy, che quindi forse non casualmente in seguito puntò sempre ad acquisire le proprietà inglesi degli Umfraville.
Anche dell'infanzia di Ingram de Umfraville praticamente non si sa nulla. Ingram era l'ultimo di tre figli: il primogenito Gilbert, ostaggio del conte Simone V di Montfort, era l'erede apparente dei beni familiari, e un secondo figlio di nome Richard sembrava precludere al giovane Ingram ogni speranza di eredità. Nel 1258-59 la madre Eva e il patrigno Nicholas de Bolteby furono imputati da Montfort di star scialacquando l'eredità di Gilbert, in particolare distruggendo le pregiate riserve di caccia familiari per rivenderne la legna dei boschi, evidenziando quindi la presenza di difficoltà finanziarie della famiglia.
Nel 1269 il fratello maggiore Gilbert morì, mentre poco dopo l'altro fratello Richard cominciò a mostrare segni di squilibrio mentale, portando re Alessandro III di Scozia a privarlo nel 1279 dei diritti di successione e a intercedere per Ingram presso re Edoardo I d'Inghilterra per fargli ottenere anche i feudi inglesi della propria famiglia. Nello stesso periodo dovette essere molto vicino al nonno Enguerrand de Balliol, di cui ormai era l'unico erede rimasto, poiché nel proprio stemma Umfraville adottò le insegne del clan Balliol, testimoniando così il superiore prestigio della famiglia materna. Non è improbabile che all'epoca Umfraville, ormai giovane rampollo in ascesa, fosse divenuto un rinomato cavaliere come lo zio Eustace de Balliol e il cugino Enguerrand de Balliol, anche loro rinomati frequentatori di tornei cavallereschi tra la Francia e le isole britanniche del periodo. Visto il favore accordatogli dal sovrano Alessandro III di Scozia, potrebbe anche aver fatto parte della sua corte per lunghi periodi di tempo.

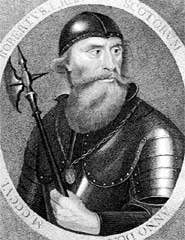
Ingram de Umfraville doveva essere parente stretto di Robert Bruce (nell'incisione), che gli accordò un particolare favore per tutta la vita nonostante i due fossero di frequente in schieramenti diversi

#### Il matrimonio e la moglie
Nel 1283-85 si sposò con una tale Isabella, vedova del nobile scoto-vichingo Alan MacRuaidri. Nello stesso periodo, assurto ormai ad una posizione d'importanza nella politica scozzese, fu tra i nobili che giurarono di accettare come propria futura regina la principessa Margherita di Norvegia, unica erede di re Alessandro III. Come probabile ringraziamento, il sovrano contribuì a formare la dote di Isabella elargendo 40 marchi direttamente dalle casse reali. È possibile che Christina MacRuaidri, unica figlia legittima di Alan e Isabella ed erede nominale di una parte del regno delle Isole, sia stata cresciuta proprio dal patrigno Umfraville.
Alcuni storici sospettano che la moglie Isabella fosse sorella di Marjorie, Contessa di Carrick, una delle più potenti feudatarie scozzesi dell'epoca e moglie di Robert Bruce, VI signore di Annandale, quindi madre del futuro re di Scozia Robert Bruce. Questa parentela giustificherebbe la vicinanza che Umfraville spesso mostrò a Bruce, personaggio dal quale altrimenti sarebbe apparso del tutto scollegato e con cui un'alleanza senza alcuna parentela pareva assai improbabile. Ciò avrebbe reso Ingram de Umfraville zio dello stesso Bruce, parentela che sarebbe contata quando egli ascese al trono come re Roberto I di Scozia all'inizio del XIV secolo; le fonti tuttavia non sono esplicite sulla parentela tra i due nobili, e la natura del loro legame familiare rimane incerta.

### La guerra d'indipendenza scozzese

#### Con Giovanni di Scozia
Nel 1287, in seguito al caos politico esploso alla morte di Alessandro III, Umfraville fu tra i baroni scozzesi ammoniti da Edoardo I d'Inghilterra perché accettassero l'autorità di Hugh de Cressingham, tesoriere reale inglese che sarebbe divenuto una delle figure più odiate in Scozia durante l'occupazione del regno. Il 13 giugno 1291, durante la Grande causa, come il resto dei nobili scozzesi giurò fedeltà a Edoardo I, facendo la stessa cosa il 26 dicembre 1292 con l'appena eletto Giovanni di Scozia. Divenne quindi uomo di fiducia del nuovo re scozzese Giovanni, di cui era lontano parente. Tra il 1293 e il 1295 partecipò a varie sessioni del parlamento scozzese, mentre in quest'ultimo anno si recò assieme a John de Soules e ai vescovi William Fraser e Matthew de Crambeth in Francia come ambasciatore presso re Filippo il Bello, siglando quindi il trattato di alleanza franco-scozzese noto come Auld Alliance.

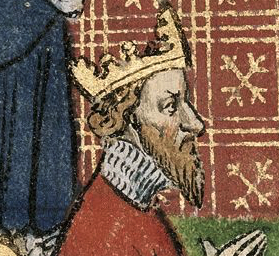
Miniatura di re Giovanni di Scozia, parente di Ingram de Umfraville per parte di madre

Nel 1296, allo scoppio della prima guerra d'indipendenza scozzese, era già rientrato in Scozia, poiché si affrettò a giurare ancora fedeltà a Edoardo I, che aveva sconfitto e deposto Giovanni dopo la battaglia di Dunbar. Poco dopo, mentre era castellano di Dumbarton, dovette arrendersi a Edoardo e consegnargli le sue due figlie Isabella ed Eva come ostaggi. Nello stesso 1296 morì un suo parente, tale William de Umfraville, che possedeva alcuni piccoli feudi nell'Essex e di cui Ingram era l'unico erede. In un atto di Edoardo I riguardo il passaggio di proprietà si dice che il cavaliere scozzese avesse circa sessant'anni, fornendo quindi una sua data di nascita antecedente a quanto generalmente ritenuto dagli storici.

#### Contro Edoardo I
Già poco dopo si era ribellato agli inglesi, poiché nel 1299 fu tra i nobili ricordati come «nemico del Re e ribelle», ed è quindi molto probabile che avesse preso parte all'insurrezione scozzese guidata da William Wallace a partire dal 1297. Tra il 1297 e il 1298, in seguito al suo cambio di schieramento, Edoardo I sequestrò le proprietà di Umfraville nell'Ayrshire, spingendo tuttavia Robert Bruce a protestare per tale imposizione, segno del rapporto che legava i due nobili. Nel 1298 morì il cugino sir Enguerrand de Balliol, che aveva designato Ingram come erede; tuttavia Edoardo I revocò anche questa eredità, concedendola a Henry de Percy, I barone Percy, che poteva vantare diritti sui possedimenti sequestrati a Umfraville perché suo lontano parente.
Nel 1299 Umfraville, ormai tra i principali capi ribelli, assieme al conte maresciallo di Scozia Robert II Keith raccolse un esercito di 100 cavalieri e 1500 fanti ottenendo distaccamenti da ogni grande signore scozzese e lanciando una spedizione contro la roccaforte di confine di Roxburgh, allora in mano inglese. La città si dimostrò troppo difficile da espugnare, ma Umfraville devastò tutta la regione circostante e per questo fu nominato "sceriffo di Roxburgh".

#### Guardiano di Scozia
Dopo la deposizione di re Giovanni nel 1296, erano stati nominati dei Guardiani di Scozia che tenessero la reggenza in attesa del ritorno del sovrano. La posizione inizialmente era stata occupata da William Wallace, ma la sua sconfitta alla battaglia di Falkirk l'aveva fatto cadere in disgrazia; Wallace allora era stato sostituito da importanti nobili scozzesi come Robert Bruce e John Comyn, che tuttavia erano rivali in quanto entrambi con pretese più o meno legittime alla corona scozzese. Re Giovanni infatti era ormai esiliato in Francia e un suo ritorno pareva improbabile, e segretamente Bruce e Comyn stavano cominciando ad ambire al trono. I contrasti insanabili tra i due portarono alla loro rinuncia al titolo di Guardiani nel 1300, e per evitare la vacanza della carica i nobili scozzesi nominarono proprio Umfraville come loro sostituto.

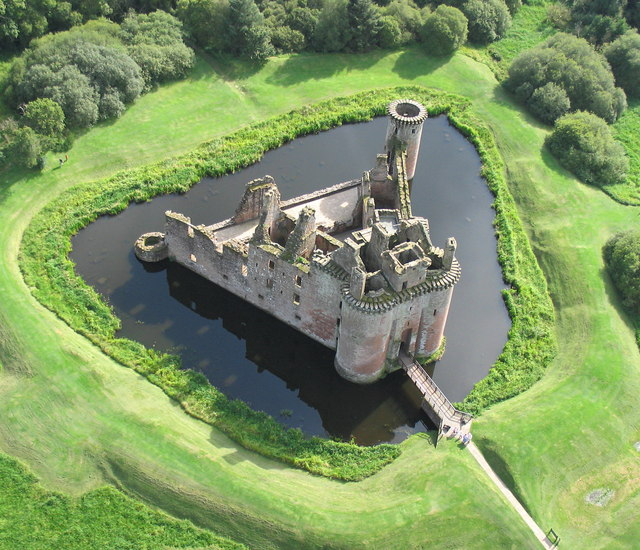
Il castello di Caerlaverock, inizialmente attaccato da Umfraville e poi da lui governato quando passò dalla parte inglese

Ingram de Umfraville, parente sia di re Giovanni che, come sembrerebbe, anche di Robert Bruce, pareva costituire un'ottima figura di compromesso, nominata nel tentativo di porre fine alla lotta tra le varie fazioni scozzesi. Nel maggio 1300 quindi il parlamento scozzese riunito a Rutherglen nominò Umfraville nuovo Guardiano di Scozia, col compito di reggere il regno e difenderlo contro gli inglesi, sempre in procinto di invaderlo. Poco più tardi infatti si verificò una nuova invasione inglese, e Umfraville dovette raccogliere in fretta un esercito per respingerla. Col supporto delle truppe dei Comyn e di Robert Keith, nell'agosto successivo diede battaglia agli inglesi presso il fiume Cree nel Galloway, ma fu sconfitto e costretto al ritiro. Assediò brevemente anche il castello di Caerlaverock, ma senza successo. Per l'inverno 1300-01 si limitò quindi ad eseguire ordinaria amministrazione, ratificando la nomina del nuovo vescovo di Argyll in dicembre; a parte questo, non rimangono altre tracce della sua attività come guardiano.
La sconfitta del Cree spinse l'umiliato Umfraville a dare le dimissioni dalla carica di Guardiano di Scozia all'inizio del 1301, venendo sostituito da sir John de Soules. Rimase comunque vicino al nuovo Guardiano, tanto che assieme nel settembre 1301 invasero nuovamente il Galloway con un poderoso esercito e attaccarono la città di Lochmaben, tuttavia sempre senza successo. Si mossero quindi alla volta di Bothwell, anch'essa tenuta dagli inglesi, ma sempre senza ottenere nulla.

#### Rientro in Scozia e di nuovo al servizio inglese
Dopo gli smacchi militari, Umfraville tornò a rivestire il ruolo di ambasciatore scozzese in Francia, risiedendo a Parigi tra il 1302 e il 1304 assieme al resto della nutrita delegazione scozzese, nella speranza di ottenere il supporto di Filippo il Bello per restaurare Giovanni sul trono. Tuttavia re Edoardo riuscì nel frattempo a pacificare la Scozia, e almeno in apparenza cercò di ristabilire la pace permettendo il rientro dei nobili esiliati e la restituzione delle loro terre. Anche Umfraville godette dell'amnistia, ma solo per le sue proprietà scozzesi; per i suoi feudi inglesi infatti Edoardo, ricordandolo come uno dei principali capi ribelli, dispose per lui il pagamento di un riscatto equivalente a cinque anni di rendita dei feudi stessi, il più grosso che il re avesse mai preteso da un nobile scozzese. Non pago, Edoardo decise che la restituzione dei feudi era comunque da subordinarsi alla vittoria di una causa legale contro Henry Percy, allora detentore di quelle terre, e soprattutto alla cattura di William Wallace, allora alla macchia e ancora considerato il più pericoloso dei ribelli scozzesi.
Con la cattura e l'esecuzione di Wallace nel 1305, Umfraville poté rientrare nelle isole britanniche e godere di un breve periodo di tranquillità. Tuttavia segretamente Robert Bruce stava preparando una nuova ribellione, che scoppiò già l'anno successivo con l'assassinio di John Comyn a Dumfries il 10 febbraio 1306 da parte dello stesso Bruce. Umfraville, già incerto sulla causa di Bruce, si mantenne neutrale, schierandosi apertamente con gli inglesi dopo la disastrosa disfatta scozzese alla battaglia di Methven dello stesso 1306. Il rapido crollo del potere del clan Comyn dopo il colpo di mano di Bruce lasciò un vuoto di potere in Scozia, rapidamente colmato proprio da Umfraville, che divenne un punto di riferimento per il partito filo-inglese. Dopo la sconfitta di Methven Robert Bruce si diede alla macchia, e Umfraville fu uno di coloro che lo braccarono senza successo; durante questo periodo di latitanza, è collocata la leggenda popolare di Robert Bruce e il ragno.

#### Contro Bruce fino a Bannockburn
Nel 1307 è annoverato tra i capi militari inglesi che occupavano il Galloway, assieme ad Aymer de Valence, II conte di Pembroke e sir John de Menteith (colui che aveva catturato William Wallace). Divenne poi castellano di Cumnock, servizio per il quale il nuovo re Edoardo II d'Inghilterra gli donò un barile di vino. Tra la fine del 1307 e l'inizio del 1308 si occupò di mantenere l'ordine nel Galloway, spostandosi tra varie città come Ayr e Carlisle e venendo infine nominato dal re inglese "protettore del Galloway".

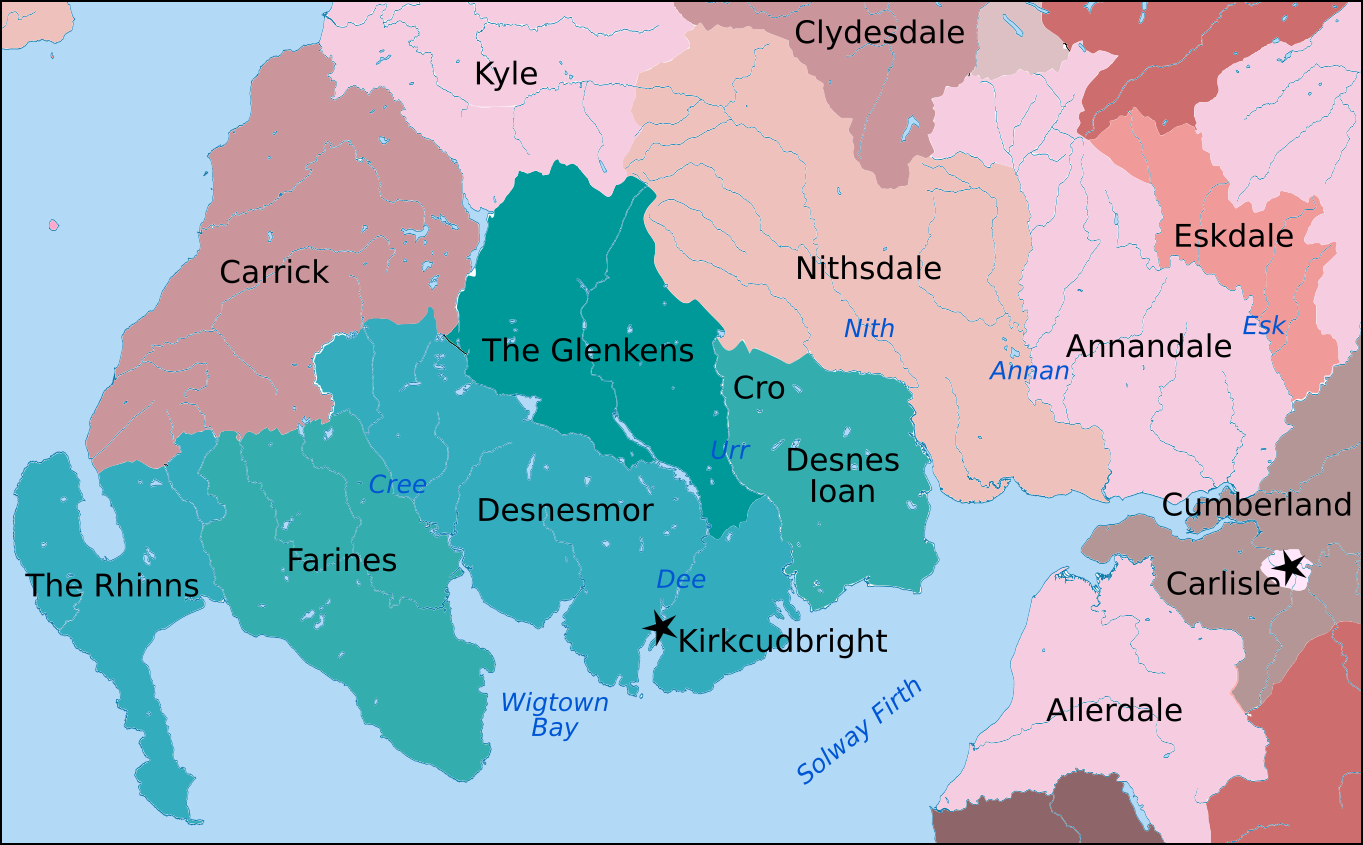
Poiché numerosi suoi feudi si trovavano proprio nel Galloway, Umfraville fu uno dei più strenui difensori della regione, combattendovi spesso data la sua conoscenza della zona

Sfruttando la debolezza del nuovo sovrano inglese, i ribelli scozzesi passarono nuovamente all'attacco. Nel 1307 invasero il Galloway, conquistandolo lentamente e battendo gli inglesi in varie battaglie come Glen Trool (aprile) e Loudoun Hill (maggio). Umfraville, impegnato a tenere il castello di Cumnock, non partecipò a questi scontri, potendosi congiungere solo molto tardi col conte di Pembroke e non riuscendo quindi a contenere gli scozzesi. Pare che comunque avesse al soldo delle spie nello schieramento scozzese, che gli permettevano di tallonare l'esercito di Bruce da vicino e di seguire i suoi movimenti; John Barbour riporta anche che Umfraville ingaggiò degli assassini per eliminare Bruce, non avendo tuttavia successo.
Nell'estate 1308 i ribelli si erano impadroniti delle campagne del Galloway, ma non riuscivano ad espugnare le città tenute dalle guarnigioni di Umfraville. Egli, sicuro della vittoria, affrontò quindi in maniera piuttosto azzardata Edward Bruce, fratello di Robert, il 29 giugno 1308 alla battaglia del fiume Dee per tentare di respingere l'invasione. Lo scontro si risolse in una sconfitta inglese: Umfraville e il conte di Pembroke, sicuri di una facile vittoria, furono invece travolti da una violentissima carica scozzese, e a stento riuscirono a ritirarsi e ad arroccarsi nel castello di Buittle, lasciando la regione in mano agli scozzesi. Nonostante la perdita del Galloway, Umfraville rimase un importante comandante filo-inglese e, assieme ad altri nobili, nel 1309 disconobbe il parlamento scozzese quando esso si dichiarò fedele a Robert Bruce. Tra il 1309 e il 1311 tenne per Edoardo II il castello di Caerlaverock, venendo nuovamente ricompensato con dei barili di vino e 200 marchi. Nonostante la fiducia accordatagli dal sovrano, data la perdita di tutte le terre a ovest di Caerlaverock non nascose il suo pessimismo per la situazione inglese in Scozia, sottoscrivendo assieme ad altri una lettera del 1310 in cui comunicava al re che «per nostro difetto e negligenza perderemo sia la terra [di Scozia] che quelli che ci rimangono ancora fedeli». Nel 1313 partecipò alle sessioni del parlamento inglese.
Nel 1314, nonostante la sua età ormai avanzata, accompagnò re Edoardo II nella sua invasione della Scozia, segnatamente per soccorrere il castello di Stirling, tenuto dal genero di Umfraville Philip Mowbray e assediato già da tempo dagli scozzesi. Alla vigilia della battaglia di Bannockburn del 23-24 giugno, il cavaliere dall'alto della sua esperienza e conoscenza del territorio scozzese sconsigliò ad Edoardo di ingaggiare battaglia in quel luogo, proponendo piuttosto di ritirarsi su un terreno più favorevole e attaccare gli scozzesi di sorpresa e non in campo aperto. Umfraville tuttavia non fu ascoltato dall'orgoglioso sovrano, sicuro della propria vittoria, e gli inglesi furono sonoramente sconfitti da Robert Bruce dopo due giorni di combattimenti. Poiché anziano non era stato coinvolto negli scontri, e inizialmente riuscì quindi a fuggire, ma fu poco dopo catturato dagli scozzesi. In proposito vi sono due versioni: la prima lo vuole catturato sulla strada per la roccaforte inglese di Carlisle, mentre per la seconda era riuscito a rifugiarsi nel castello di Bothwell, venendo tuttavia tradito dal castellano Walter fitzGilbert che cambiò schieramento e lo consegnò agli scozzesi.

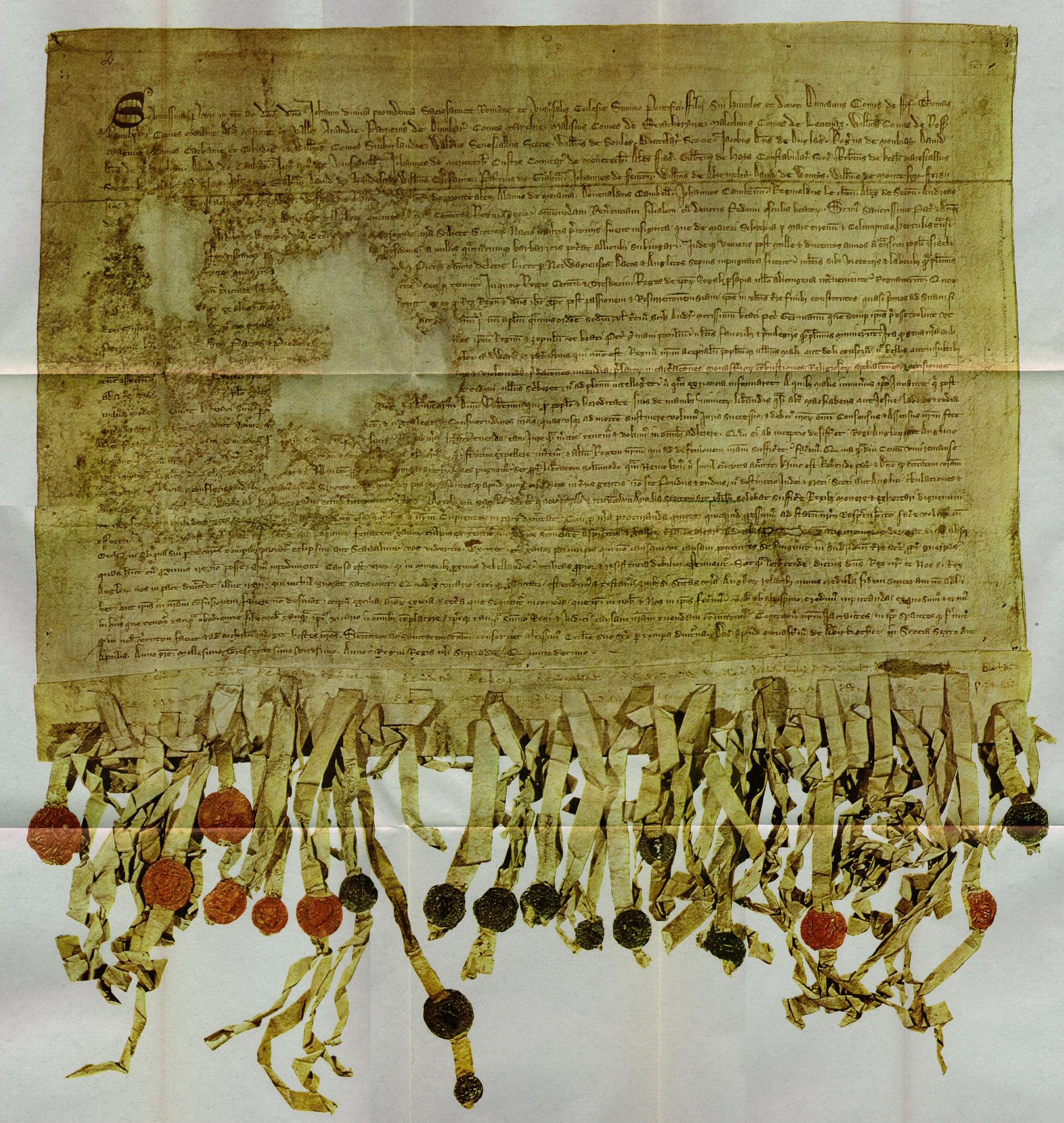
La Dichiarazione di Arbroath, documento fondante dell'indipendenza scozzese, reca, tra quelli degli altri sottoscrittori, il sigillo e la firma di Ingram de Umfraville

### Ultimi anni

#### Sotto Roberto I
Umfraville rimase prigioniero di Robert Bruce per un breve periodo, tanto che un tale William de Umfraville si recò in Francia per raccogliere un riscatto per liberare il parente (ma non è noto il grado in cui i due fossero affini). Edoardo II d'Inghilterra, che evidentemente considerava molto positivamente Umfraville, agevolò la raccolta del riscatto e protesse le sue proprietà inglesi, a rischio di saccheggio da parte dei rapaci nobili inglesi. Bruce tuttavia si dimostrò magnanimo, e come fatto con altri baroni filo-inglesi presto rimise anche Umfraville in libertà, in cambio di un giuramento di fedeltà. Le attività di Umfraville tra il 1314 e il 1320 non sono note, salvo il fatto che riacquisì le proprie proprietà scozzesi e le amministrò in nome dell'ormai sovrano Roberto I, tornando quindi ad essere un importante barone del regno di Scozia indipendente.
Il 6 aprile 1320 fu tra i sottoscrittori della Dichiarazione di Arbroath, lettera di Robert Bruce a papa Giovanni XXII concernente la pace tra Scozia e Inghilterra e di fatto considerata la dichiarazione d'indipendenza scozzese. La sua firma sulla lettera testimoniava l'importanza che ancora Umfraville rivestiva nella politica scozzese, figurando assieme a quelle dei più potenti conti e baroni della Scozia.

#### Il complotto di Soules
Poco dopo tuttavia si consumò la rottura definitiva con Bruce. Nell'estate 1320 venne infatti alla luce un complotto di alcuni baroni scozzesi, capitanati da William de Soules, per uccidere Robert Bruce e sostituirlo sul trono col pretendente Edoardo Balliol, figlio di re Giovanni, oppure con lo stesso Soules. Nel complotto erano implicati anche vari firmatari della Dichiarazione di Arbroath, tra cui lo stesso Soules e David di Brechin, in passato cavaliere fedele a Umfraville, il quale pare non avesse partecipato alla congiura essendone comunque a conoscenza senza rivelarlo. La risposta di Bruce fu spietata: il 4 agosto 1320 il parlamento scozzese riunito a Scone condannò per tradimento tutti i congiurati, ordinando l'esecuzione della maggioranza di loro e il carcere a vita per i restanti, tra cui de Soules, che morì poco dopo.
Non è noto se Umfraville, tramite il coinvolgimento di Brechin, fosse a sua volta al corrente della congiura; i suoi legami col re e l'ammirazione che questi provava per lui probabilmente gli fecero comunque evitare l'infausta sorte toccata al resto dei congiurati. David di Brechin fu condannato a morte, e quindi impiccato e decapitato a Perth poco dopo. Umfraville trovò eccessiva e ingiusta tale condanna, protestando veementemente con Bruce e difendendo invano Brechin davanti al parlamento scozzese. Dopo l'esecuzione di Brechin, Umfraville si occupò della sepoltura del corpo, a cui Bruce risparmiò l'oltraggio di essere squartato come invece accadde ad altri congiurati. Come ipotizza Amanda Beam, Brechin potrebbe aver funto da capro espiatorio proprio per Umfraville, poiché la sua condanna appariva spropositata se correlata al suo ruolo più che indiretto nel complotto di Soules.

#### L'esilio volontario e la morte
Amareggiato dalla morte di David di Brechin, Ingram de Umfraville decise infine di abbandonare definitivamente la Scozia. Chiese e ottenne da Bruce il permesso di andarsene, e dopo l'assenso del re vendette le sue terre, tornando in Inghilterra e soggiornando brevemente presso la corte inglese a Londra alla fine del 1320. Alcuni storici interpretano l'esilio di Umfraville come una vera e propria fuga, motivata dalla paura di una nuova reazione di Bruce al complotto di Soules, del quale molti sospettavano che Ingram fosse segretamente uno dei principali organizzatori. Walter Scott invece non lo ritiene coinvolto nel complotto, bensì solo preoccupato che i suoi continui cambi di schieramento avrebbero finito coll'irritare Bruce, mettendolo quindi a rischio della propria vita. Re Edoardo II lo accolse di nuovo amichevolmente, restituendogli anche alcune proprietà nel Northumberland dopo che Umfraville dichiarò di essere stato fino ad allora prigioniero di Bruce, ostentando una rinnovata ostilità agli scozzesi e venendo creduto per la sua storica appartenenza al partito filo-inglese.
Non rimase comunque molto in Inghilterra: il 26 gennaio 1321 ottenne un salvacondotto per andare in Francia, e poco dopo attraversò la Manica. Da qui si perdono le sue tracce, poiché le cronache non riportano più il suo nome. È probabile che sia morto non molto tempo dopo, all'incirca nello stesso 1321, ormai quasi ottantenne, nel suo feudo piccardo di Tours-en-Vimeu oppure sulla strada per raggiungerlo, estenuato dal lungo viaggio. Fu succeduto nei titoli rimastigli dalla figlia secondogenita Eva, in quanto Isabella era già morta.

## Discendenza
All'incirca tra il 1283 e il 1285 si sposò con una tale Isabella, forse zia di re Roberto I di Scozia. Insieme ebbero due figlie:
- Isabella (nata negli anni 1280), che premorì al padre;
- Eva (nata negli anni 1280), sposata al castellano di Stirling Philip Mowbray, erede dei genitori e dalla quale discesero i signori di Tours-en-Vimeu.

Ebbe anche un figlio illegittimo omonimo, Enguerrand de Umfraville, che combatté alla battaglia di Neville's Cross del 1346.

## Ascendenza
Ingram de Umfraville poteva vantare di discendere da sir Walter de Berkeley, primo signore del castello di Redcastle e cavaliere di re Guglielmo I di Scozia alla fine del XII secolo.
|                      |                       |                   | Genitori           |  |  | Nonni                 |  |  | Bisnonni                |  |
|                      |                       |                   |                    |  |  | Richard de Umfraville |  |  | Odinel II de Umfraville |  |
|                      |                       |                   |                    |  |  | Richard de Umfraville |  |  | Odinel II de Umfraville |  |
|                      |                       | Alice de Lucy     |                    |  |  | Richard de Umfraville |  |  |                         |  |
| Robert de Umfraville |                       |                   |                    |  |  | Richard de Umfraville |  |  |                         |  |
|                      |                       | …                 | …                  |  |  |                       |  |  |                         |  |
|                      |                       | …                 | …                  |  |  |                       |  |  |                         |  |
|                      |                       | …                 | …                  |  |  |                       |  |  |                         |  |
| Ingram de Umfraville |                       | …                 |                    |  |  |                       |  |  |                         |  |
|                      | Enguerrand de Balliol | …                 |                    |  |  |                       |  |  |                         |  |
|                      | Enguerrand de Balliol | …                 |                    |  |  |                       |  |  |                         |  |
|                      | Enguerrand de Balliol | …                 |                    |  |  |                       |  |  |                         |  |
| Eva Balliol          | Enguerrand de Balliol |                   |                    |  |  |                       |  |  |                         |  |
|                      |                       | Agnes de Berkeley | Walter de Berkeley |  |  |                       |  |  |                         |  |
|                      |                       | Agnes de Berkeley | Walter de Berkeley |  |  |                       |  |  |                         |  |
|                      |                       | Agnes de Berkeley | …                  |  |  |                       |  |  |                         |  |
|                      |                       | Agnes de Berkeley |                    |  |  |                       |  |  |                         |  |

## Eredità culturale
(Introduzione di sir Ingram de Umfraville nel The Bruce di John Barbour)

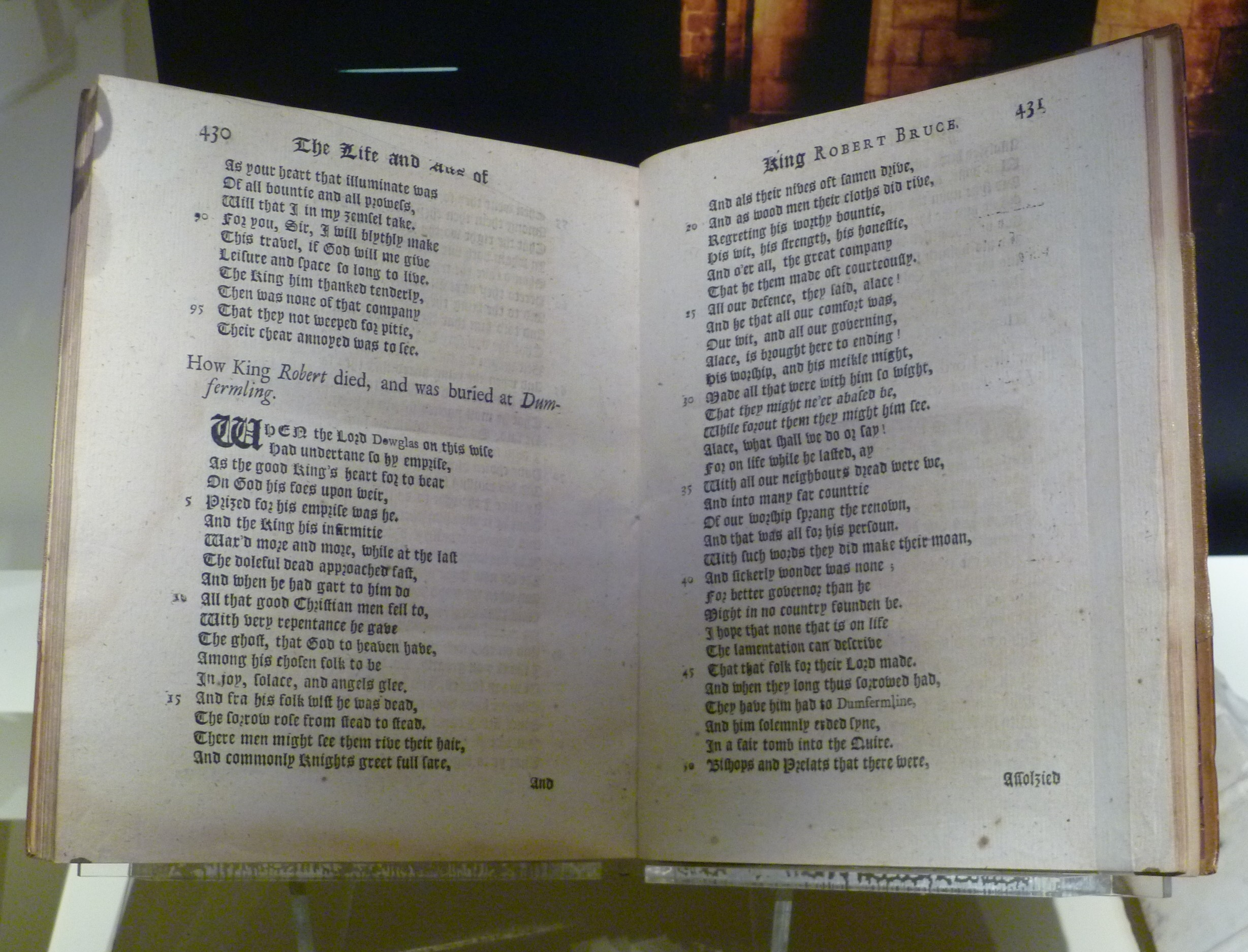
Un passaggio del The Bruce di John Barbour

Il legame tra Umfraville e Robert Bruce era notissimo all'epoca, tanto che egli divenne uno dei personaggi principali del The Brus di John Barbour, poema epico-cavalleresco tardo-trecentesco che narra le imprese del re scozzese. Nel poema Umfraville è l'epitome della cavalleria medievale, tanto che alcuni critici hanno supposto che Barbour, vissuto varie generazioni dopo Umfraville, per il proprio lavoro abbia attinto a qualche biografia o poesia epica redatta sul cavaliere poi andata perduta, secondo lo storico Archie Duncan forse commissionata e in parte anche stesa dallo stesso Umfraville dato l'inconsueto livello di approfondimento raggiunto da Barbour sulla sua figura. Generalmente Barbour, nonostante la sua opposizione a Robert Bruce, ritrae Umfraville come un personaggio positivo, definendolo «saggio e prudente, e molto cavalleresco [...] uomo valente [...] astuto, intelligente e capace», senza etichettarlo come traditore della causa scozzese. Barbour riporta, tra le altre caratteristiche, il vezzo di Umfraville di portare un pennacchio rosso in cima alla sua lancia per testimoniare la sua potenza cavalleresca. Nel poema il cavaliere ricopre il ruolo di vecchio e saggio consigliere degli inglesi, che tuttavia spesso ignorano i suoi consigli risultando per questo perdenti nella guerra contro la Scozia. Inoltre, artificio al quale Barbour ricorre spesso nel poema con vari personaggi, di frequente è Umfraville stesso a commentare le proprie azioni, spiegandole e giustificandole. Amanda Beam ipotizza che Barbour nel suo poema abbia fuso le figure storiche di Ingram de Umfraville e del suo figlio illegittimo omonimo, confondendole per la stessa persona.
Meno lusinghiero è lo storico scozzese ottocentesco Patrick Fraser Tytler, che di Umfraville lascia un'immagine assai più negativa, definendolo «più vanesio che cavalleresco, uno di quei bellimbusti militareschi del Medioevo consacrati a risaltare nei tornei» e attribuendogli «negligenza delle più importanti e difficili parti dell'arte della guerra». Tytler quindi attribuisce all'inettitudine di Umfraville la sconfitta inglese alla battaglia del fiume Dee e la riconquista scozzese del Galloway del 1308, contribuendo indirettamente alla vittoria finale di Robert Bruce.
A livello poetico, Umfraville è anche ricordato in una poesia di William Wordsworth, Yew Trees. In essa Wordsworth descrive malinconicamente un vecchio albero di tasso a Lorton, in Cumbria, talmente antico da ricordare i primi feudatari di quelle terre, tra cui appunto Ingram de Umfraville ed Henry de Percy, I barone Percy.

### Fonti primarie
- (EN) John Barbour, The Bruce, a cura di Archie Duncan, Edimburgo, Canongate Books, 1997  [XIV secolo].

### Fonti secondarie
- (EN) Amanda Beam, 'At the Apex of Chivalry': Sir Ingram de Umfraville and the Anglo-Scottish Wars, 1296-1321, in Andy King e David Simpkin (a cura di), England and Scotland at War, c. 1296 - c. 1513, Leida e Boston, Brill, 2012,  pp. 53-76, ISBN 978-90-04-22982-2.
- (EN) Alex Maxwell Findlater, Sir Enguerrand de Umfraville: His Life, Descent and Issue (PDF), in Transactions of the Dumfriesshire and Galloway Natural History and Antiquarian Society, vol. 85, Dumfries, Elaine Kennedy e Francis Toolis, 2011, ISSN 0141-1292 (WC · ACNP) (archiviato dall'url originale il 29 dicembre 2017).
- (EN) John Sadler, Bannockburn, Barnsley, Pen & Sword, 2008, ISBN 978-1-84415-673-3.
- (EN) G. O. Sayles, The Guardians of Scotland and a Parliament at Rutherglen in 1300, in The Scottish Historical Review, vol. 24, n. 96, 1927,  pp. 245-250.
- (EN) sir Walter Scott, The History of Scotland, I, Lipsia e Darmstadt, Charles William Leske, 1830.
- (EN) Patrick Fraser Tytler, Lives of Scottish Worthies, I, Londra, John Murray, 1831.